# Michael Menzel
Michael Menzel (né en 1975) est un illustrateur indépendant. Après une formation d'assistant de conception technique, il a travaillé plusieurs années dans le développement de jeux informatiques. Son premier travail d'illustration dans le domaine des jeux de société a été Manga Manga (Kosmos). Depuis lors, il travaille essentiellement pour l'illustration de jeux de société et en a réalisé plus de 30 au cours des dernières années, pour une dizaine d'éditeurs. Andor est le premier jeu dont il est aussi l'auteur. Il est marié à la romancière Stefanie (Steffie) Schmitt et père de plusieurs enfants.

## Ludographie

### SérieAndor
- 2012 : Andor (titre original : Die Legenden von Andor)
- 2013 : La Légende de Gardétoile
- 2014 : Voyage vers le Nord
- Nouveaux héros
- 2016 : Chada & Thorn (illustration, sorti le 8 juillet 2016 en France)
- 2016 : Le Dernier espoir (sorti en Allemagne en septembre 2016, titre original : Die Letzte Hoffnung)
- 2017 : Héros sombres (sorti en Allemagne le 12 juin 2017 et le 7 septembre 2018 en France, titre original : Dunkle Helden)
- 2017 : Le Coffret bonus
- 2019 : Les légendes oubliées I (illustration, 2019 en France)
- 2019 : La Libération de Chaumebourg (illustration, 2019 en Allemagne, 10 juillet 2020 en France)
- 2020 : Andor Junior (illustration, 2020 en Allemagne et début 2021 en France)
- 2020 : Les légendes oubliées II (illustration, automne 2020 en Allemagne)

### Les aventures de Robin des Bois
Jeu sorti en 2021 chez Kosmos en Allemagne et nommé pour le Spiel des Jahres 2021. Sortie en France chez Iello prévue pour la fin 2021.

### Illustration
- 2004 : Manga Manga de Peter Neugebauer (Kosmos)
- La Havane (2010)
- L'Âge de pierre
- Les Piliers de la terre
- Waka Waka
- Submarine
- Les Colons de Catane  (édition de 2010)
- Shogun
- Carnival of Monsters